# Ná-meo
Le ná-meo (en vietnamien : Na Miểu ; autonyme : na⁵³mjau³⁵ɬa⁵³) est une langue hmongique du nord du Viêt Nam, parlée par le peuple Mieu (en). 
Selon Nguyen (2007), le ná-meo est peut-être la langue hmong la plus proche du hmong de Qiandong (en).

## Classification
Selon Andrew Hsiu (2015), le ná-meo est 
plus proche des dialectes de Guncen (滚岑) et de Zhenmin (振民) du hmong de Qiandong de sud, qui sont parlés dans le xian autonome miao de Rongshui, situé dans le nord de la province chinoise du Guangxi. Cette hypothèse est étayée par l'évolution en passant du proto-hmong–mien *-ɛŋ au proto-ná-meo-Guncen-Zhenmin *-a.

## Distribution
Selon la base de données linguistique Ethnologue, Languages of the World, le ná-meo est parlé dans :
- la commune de Khánh Long (district de Tràng Định, au nord-ouest de la province de Lạng Sơn) ;
  - plus précisément dans le village de Khuổi Phu Dao ;
- la commune de Cao Minh ;
- le village de Ca Liec (district de Thạch An, dans la province de Cao Bằng).

Nguyen (2007) signale les également :
- le village de Khuổi Giảo (dans la commune de Cao Minh) ;
- le village de Cai Liệng (dans la commune de Thúy Hùng, dans le district de Thạch An), dont les ancêtres des locuteurs actuels seraient venus de Chine via le district de Trùng Khánh) ;
- la commune de Vũ Loan (district de Na Rì, dans la province de Bắc Kạn ;
- la commune de Kim Quan (district de Yên Sơn, dans la province de Tuyên Quang), dont les ancêtres des locuteurs seraient venus du Yunnan à la province de Bắc Giang en suivant le cours du fleuve Rouge).

Enfin, Hsiu (2015) identifie le hameau de Khuân Hẻ comme le seul lieu où le ná-meo est parlé dans la commune de Kim Quan (province de Tuyên Quang).